# Silo (roman)
Pour les articles homonymes, voir Silo.
Silo (titre original : Wool) est un roman de science-fiction post-apocalyptique écrit par Hugh Howey et paru en 2012. Le roman est composé de cinq parties parues séparément en 2011 et 2012.
En 2013, à la suite du succès remporté par l'ouvrage, Howey publie deux autres volumes : Silo - Origines, dont l'intrigue se déroule sur quatre périodes, entre 2049 et 2345, soit chronologiquement avant celle de Silo, puis Silo - Générations, qui constitue directement la suite du premier volume.

## Contexte général de la fiction
Dans un monde post-apocalyptique, à une époque indéterminée, les êtres humains sont obligés de vivre dans un immense bunker souterrain pour se protéger des conditions de vie mortelles qui règnent à la surface de la planète.
Autour d'un immense escalier, et sur 144 étages, une hiérarchie sociale s'est mise en place, les classes dominantes sont les plus près de la surface, les ouvriers sont profondément enterrés, faisant tourner les machines.
Le shérif, dont l'épouse est morte pour avoir demandé à sortir malgré le tabou et l'interdiction liés à cette idée, décide de mener son enquête sur les raisons qui l'ont poussée à faire ce choix. Il sera rapidement convaincu qu'un complot est à l’œuvre, cachant la vérité au peuple du silo.

## Résumé deSilo(Wool)
Wool est le premier acte d'une série, comprenant les livres 1 à 5 : Holston, Proper Gauge, Casting Off, The Unraveling et The Stranded.
Holston, le shérif du Silo, décide d'aller à l'extérieur trois ans après que son épouse Allison l'a fait, croyant que le monde extérieur était vivable. Il découvre que la réalité est masquée par une image générée par ordinateur dans son casque et meurt près du corps de son épouse.
Après la mort d'Holston, le maire Jahns et son adjoint Marnes partent interviewer Juliette, leur candidate favorite pour le poste de shérif, dans la zone Mécanique au plus bas niveau du Silo.
Bernard, le chef du département IT, s'oppose à la nomination de Juliette et préfère son propre candidat.
Juliette accepte le poste de shérif à condition de pouvoir effectuer une maintenance mécanique nécessitant une coupure de courant.
Bernard, furieux de la nomination de Juliette et de la coupure de courant, empoisonne la gourde de Marnes, causant la mort de Jahns lors de leur retour.
Bernard devient maire et remplace Juliette par Peter Billings comme shérif. Il forme Lukas pour lui succéder et lui révèle que le département IT détient le vrai pouvoir dans le Silo, ainsi que des connaissances cachées du monde ancien. Cependant, Billings s'avère difficile à contrôler et Lukas ne souhaite pas poursuivre l'agenda de Bernard.
Bernard condamne Juliette à un nettoyage, mais elle survit grâce à une combinaison de protection de qualité. Elle découvre que son casque la trompe et devient la première à s'éloigner du champ de vision des capteurs.
Juliette trouve l'entrée du Silo 17, où elle rencontre Solo, le dernier survivant d'une rébellion. Il lui révèle l'existence de nombreux autres Silos et lui montre comment communiquer avec eux. Juliette établit une relation avec Lukas et apprend que le personnel mécanique du Silo 18 s'est rebellé contre Bernard.
Lorsque Bernard tente d'envoyer Lukas nettoyer, Billings l'enferme dans le sas à sa place. Bernard révèle que son but était de protéger le Silo 18 des rébellions pour éviter l'extermination par le Silo 1. Billings le condamne néanmoins pour ses crimes.
Juliette, pensant sauver Lukas, tente de secourir Bernard, qui refuse son aide et meurt. Lukas prend le contrôle d'IT, et Juliette, après sa convalescence, est élue maire du Silo 18.

## Publication
D’abord conçu comme un roman indépendant, le premier épisode de la série est écrit en 2011. Publié sur Amazon à compte d'auteur, le livre connaît un tel succès que son auteur décide d’écrire la suite, faisant de Silo une série. Les cinq épisodes sont réunis en un seul volume à succès. En 2012, Hugh Howey signe un contrat avec Simon & Schuster pour l’exploitation du livre papier aux États-Unis et au Canada, tout en conservant le droit numérique de son œuvre. 
Silo est traduit et diffusé dans plusieurs pays. Il paraît en français à partir du 4 septembre 2013 au format numérique, en cinq épisodes planifiés tous les dix jours, puis au format papier en octobre 2013, aux éditions Actes Sud, qui inaugurent ainsi leur collection « Exofictions » dédiée à la science-fiction.
Scott Free (la maison de production de Ridley Scott) et 20th Century Fox acquièrent en 2012, dès que le roman a explosé ses ventes, les droits du livre pour une éventuelle adaptation cinématographique.
Silo remporte le prix des libraires du Québec 2015 dans la catégorie hors-Québec.

## Personnages principaux
- Holston, shérif du silo
- Allison, épouse de Holston
- Marie Jahns, maire du silo
- Marnes, shérif adjoint
- Juliette Nichols, chef d'équipe au département des Machines (maintenance)
- Bernard Holland, chef du DIT
- Deagan Knox, chef du département des Machines
- Lukas Kyle, informaticien
- Peter Billings, membre du département judiciaire
- McLain, chef du département des Fournitures
- Walker, électricien aux Machines

## Éditions
- Wool, Kindle Direct Publishing, 27 janvier 2012, 550 p.  (ISBN 978-1-4699-8420-9)
- Silo, Actes Sud, coll. « Exofictions », 28 septembre 2013, trad. Yoann Gentric et Laure Manceau, 557 p.  (ISBN 978-2-330-02430-7)
- Silo, Actes Sud, coll. « Babel » no 1283, 12 novembre 2014, trad. Yoann Gentric et Laure Manceau, 621 p.  (ISBN 978-2-330-03737-6)
- Silo, Le Livre de poche, coll. « Science-fiction » no 33998, 13 janvier 2016, trad. Yoann Gentric et Laure Manceau, 739 p.  (ISBN 978-2-253-18353-2)
- Silo, dans le recueil Silo - L'Intégrale, Actes Sud, coll. « Exofictions », 4 octobre 2017, trad. Yoann Gentric et Laure Manceau, 1 536 p.  (ISBN 978-2-330-07328-2)

## Adaptations
Apple TV+ a annoncé la sortie aux États-Unis d'une série basée sur le récit de Hugh Howey le 5 mai 2023.